# Pallacanestro Femminile Schio 2009-2010
Questa voce raccoglie le informazioni riguardanti la Famila Wüber Schio nelle competizioni ufficiali della stagione 2009-2010.

## Stagione
La stagione 2009-2010 è stata la diciottesima consecutiva che la squadra scledense ha disputato in Serie A1.

## Verdetti stagionali
Competizioni nazionali
- Serie A1: (34 partite)

stagione regolare: 3º posto su 12 squadre (16-6);
play-off: finale persa contro Taranto (2-3).
- Coppa Italia: (4 partite)

finale vinta contro Venezia (66-65).
Competizioni europee
- EuroLega: (13 partite)

stagione regolare: 3º posto su 6 squadre nel gruppo B (7-3);
Ottavi di finale persi contro Košice (0-2).

## Roster
|    | Naz.                    | Ruolo | Sportivo                | Anno | Alt. |  |       |
| -- | ----------------------- | ----- | ----------------------- | ---- | ---- |  | ----- |
| 4  | Italia (bandiera)       | P     | Chiara Pastore          | 1986 | 172  |  |       |
| 5  | Italia (bandiera)       | P     | Elisabetta Moro         | 1975 | 170  |  |       |
| 6  | Francia (bandiera)      | GA    | Audrey Sauret-Gillespie | 1976 | 178  |  |       |
| 7  | Paesi Bassi (bandiera)  | C     | Marlous Nieuwveen       | 1980 | 196  |  |       |
| 8  | Italia (bandiera)       | A     | Ilaria Zanoni           | 1986 | 180  |  | [ 2 ] |
| 8  | Italia (bandiera)       | G     | Claudia Gattini         | 1979 | 180  |  | [ 3 ] |
| 10 | Stati Uniti (bandiera)  | GA    | Marissa Coleman         | 1987 | 185  |  | [ 4 ] |
| 10 | Stati Uniti (bandiera)  | AC    | Iciss Tillis            | 1981 | 194  |  | [ 5 ] |
| 11 | Italia (bandiera)       | GA    | Raffaella Masciadri     | 1980 | 185  |  |       |
| 12 | Italia (bandiera)       | A     | Emanuela Ramon          | 1982 | 187  |  |       |
| 13 | RD del Congo (bandiera) | C     | Bernadette Ngoyisa      | 1982 | 195  |  |       |
| 14 | Italia (bandiera)       | C     | Kathrin Ress            | 1985 | 196  |  |       |
| 15 | Francia (bandiera)      | C     | Nicole Antibe           | 1974 | 187  |  |       |
| 20 | Italia (bandiera)       | A     | Laura Macchi            | 1979 | 188  |  |       |
| -  | Italia (bandiera)       | AC    | Elena Riccardi          | 1982 | 187  |  | [ 6 ] |

## Statistiche

### Statistiche delle giocatrici
Campionato (stagione regolare e play-off)
| Giocatrice              | Partite | Partite | Min. | Pun | Tiri da 2 | Tiri da 2 | Tiri da 2 | Tiri da 3 | Tiri da 3 | Tiri da 3 | Tiri Liberi | Tiri Liberi | Tiri Liberi | Rimbalzi | Rimbalzi | Rimbalzi | Palle | Palle | Stopp. | Stopp. | Ass | Falli | Falli | Val. |
| Giocatrice              | Pr      | PG      | Min. | Pun | R         | T         | %         | R         | T         | %         | R           | T           | %           | D        | O        | T        | P     | R     | S      | D      | Ass | F     | S     | Val. |
| ----------------------- | ------- | ------- | ---- | --- | --------- | --------- | --------- | --------- | --------- | --------- | ----------- | ----------- | ----------- | -------- | -------- | -------- | ----- | ----- | ------ | ------ | --- | ----- | ----- | ---- |
| Nicole Antibe           | 33      | 33      | 820  | 337 | 106       | 204       | 52        | 10        | 37        | 27        | 95          | 112         | 85          | 111      | 41       | 152      | 102   | 36    | 5      | 8      | 21  | 107   | 85    | 283  |
| Marissa Coleman         | 12      | 12      | 238  | 96  | 22        | 41        | 54        | 15        | 39        | 38        | 7           | 10          | 70          | 29       | 10       | 39       | 26    | 13    | 2      | 3      | 8   | 23    | 14    | 76   |
| Claudia Gattini         | 15      | 9       | 34   | 6   | 2         | 6         | 33        | 0         | 2         | 0         | 2           | 2           | 100         |          | 2        | 2        | 1     | 2     |        |        |     | 5     | 1     | -1   |
| Laura Macchi            | 22      | 22      | 655  | 347 | 70        | 139       | 50        | 43        | 95        | 45        | 78          | 88          | 89          | 89       | 18       | 107      | 86    | 55    | 2      | 8      | 54  | 53    | 110   | 409  |
| Raffaella Masciadri     | 34      | 34      | 1083 | 397 | 76        | 157       | 48        | 65        | 176       | 37        | 50          | 68          | 74          | 139      | 22       | 161      | 55    | 51    | 4      | 1      | 29  | 91    | 80    | 359  |
| Elisabetta Moro         | 33      | 33      | 839  | 202 | 43        | 93        | 46        | 27        | 88        | 31        | 35          | 46          | 76          | 95       | 13       | 108      | 80    | 57    | 4      |        | 68  | 75    | 48    | 202  |
| Bernadette Ngoyisa      | 26      | 26      | 549  | 301 | 123       | 171       | 72        | 1         | 1         | 100       | 52          | 69          | 75          | 79       | 57       | 136      | 85    | 27    | 3      | 9      | 5   | 71    | 77    | 331  |
| Marlous Nieuwveen       | 10      | 10      | 86   | 21  | 10        | 25        | 40        | 0         | 1         | 0         | 1           | 2           | 50          | 14       | 6        | 20       | 13    | 2     | 1      | 1      | 2   | 14    | 5     | 6    |
| Chiara Pastore          | 34      | 34      | 597  | 190 | 40        | 91        | 44        | 18        | 57        | 32        | 56          | 74          | 76          | 40       | 18       | 58       | 44    | 45    | 7      |        | 25  | 57    | 90    | 192  |
| Emanuela Ramon          | 32      | 29      | 257  | 49  | 19        | 51        | 37        | 0         | 14        | 0         | 11          | 21          | 52          | 30       | 13       | 43       | 17    | 7     | 4      | 1      | 3   | 39    | 17    | 4    |
| Kathrin Ress            | 29      | 27      | 330  | 88  | 32        | 60        | 53        | 0         | 5         | 0         | 24          | 35          | 69          | 27       | 29       | 56       | 43    | 9     | 6      | 5      | 13  | 50    | 30    | 58   |
| Audrey Sauret-Gillespie | 34      | 34      | 773  | 123 | 57        | 155       | 37        | 0         | 4         | 0         | 9           | 24          | 38          | 54       | 22       | 76       | 81    | 27    | 4      |        | 52  | 81    | 40    | 35   |
| Iciss Tillis            | 18      | 18      | 499  | 167 | 54        | 110       | 49        | 12        | 57        | 21        | 23          | 35          | 66          | 97       | 57       | 154      | 36    | 17    | 5      | 16     | 17  | 45    | 38    | 210  |
| Ilaria Zanoni           | 8       | 5       | 40   | 12  | 4         | 5         | 80        | 0         | 2         | 0         | 4           | 4           | 100         | 4        | 2        | 6        | 3     | 1     |        |        | 1   | 3     | 3     | 14   |